# Dichrocephala
Dichrocephala là một chi thực vật có hoa trong họ Cúc (Asteraceae).

## Loài
Chi Dichrocephala gồm các loài: